# 歩兵第5連隊
歩兵第5連隊（ほへいだい5れんたい、歩兵第五聯隊）は、大日本帝国陸軍の連隊のひとつ。

## 沿革
- 1877年（明治10年）4月- 連隊隷下の2個中隊が西南戦争に従軍[1]
- 1879年（明治12年）1月16日 - 軍旗拝受[2]
- 1894年（明治27年）10月- 日清戦争に従軍[1]
- 1895年（明治28年）8月- 遼東半島から台湾に転進、台南攻撃に参戦[2]
- 1896年（明治29年）4月 - 第2師団から第8師団に所属変更[3]
- 1902年（明治35年）1月 - 八甲田雪中行軍遭難事件[3]
- 1904年（明治37年）9月- 日露戦争に従軍[3]
- 1905年（明治38年）7月- 留守部隊が樺太を攻略、[3]8月31日まで北樺太アレキサンドロフ州を守備[4]
- 1907年（明治40年）5月- 第9中隊が北清を守備[3]
- 1910年（明治43年）4月- 第1中隊が朝鮮を警備[3]
- 1912年（明治45年）3月- 連隊主力が朝鮮に出動し、大正3年まで平壌付近の警備に当る[3]
- 1915年（大正4年）10月- 特別大演習に参加[3]
- 1919年（大正8年）4月- 第3大隊を朝鮮に派遣[3]
- 1922年（大正11年）5月 - シベリア出兵、10月30日帰還[3]
- 1923年（大正12年）4月 - 第7中隊を降哈口に派遣[3]
- 1926年（大正15年）7月10日 - 青森市内で発生した大火の消火活動に出動[5]。
- 1930年（昭和5年）10月 - 特別大演習に参加[3]
- 1931年（昭和6年）4月 - 満州駐剳、満州事変にともない長春、寛城子、南嶺、吉林、チチハル、ハルビン、敦化などに転戦
- 1932年（昭和7年）4月 - 満洲事変に嵯峨大隊出陣[6][3]
- 1934年（昭和9年）4月4日 - 第8師団司令部と共に青森港に凱旋[7]
- 1936年（昭和11年）9月 - 特別大演習に参加[3]
- 1937年（昭和12年）11月 - 第5連隊が北満警備に出陣、昭和19年まで満洲国境の警備に当る[3]
- 1941年（昭和16年）12月8日 - 大東亜戦争勃発[8]
- 1944年（昭和19年）7月 - 捷一号作戦に参加[8]
- 1944年（昭和19年）9月 - フィリピンに転戦
12月11日 - 高階支隊の主力としてレイテ島上陸
12月20日 - 南マタコブ付近の戦闘で連隊主力は壊滅、以後カンギポット山付近で自活自戦
- 1945年（昭和20年）3月 - レイテ島カンキポット山頂付近に陣地を構築[8]
5月26日 - 高階連隊長は「各隊は二一〇高地に集結せよ」と発令[9]、連隊生存者が連隊旗と共に下山、その後の消息不明[10][8]
8月 - 終戦。厚生省援護局調査課は、高階支隊の投入戦力4,552名に対し戦没者を4,422名と記録。また、部隊史によれば高階支隊の総兵力は3,449名（うち歩兵第5連隊2,455名）

## 歴代連隊長
| 代 | 氏名       | 在任期間               | 備考                                                           |
| -- | ---------- | ---------------------- | -------------------------------------------------------------- |
| 1  | 八木僴作   | 1878.7.7 - 1882.3      | 78.7.7少佐・連隊長心得、12.2中佐・連隊長、82.2.6大佐、3.14転任 |
| 2  | 大島義昌   | 1882.3.3 - 1885.5.26   | 中佐                                                           |
| 3  | 寺内清祐   | 1885.5.26 -            | 中佐                                                           |
| 4  | 波多野毅   | 1887.9.26 -            | 中佐                                                           |
| 5  | 中岡祐保   | 1888.12.28 -           | 中佐、1892.11.大佐                                             |
| 6  | 渡部進     | 1894.7.31 - 1895.9.15  | 中佐、9.15台湾新竹兵站病院にて戦病死同日大佐。01.4正五位追賜   |
| 7  | 佐々木直   | 1895.9.9 - 1896.9.25   |                                                                |
| 8  | 丸井政亜   | 1896.9.25 - 1897.9.22  | 中佐                                                           |
| 9  | 可児春琳   | 1897.9.22 - 1899.12.25 | 中佐                                                           |
| 10 | 津川謙光   | 1900.12.1 - 1906.7.6   | 中佐、1903.1.大佐、1905.1.27戦傷                               |
| 11 | 塚田清市   | 1906.7.11 - 1907.7.30  | 中佐、大佐昇進                                                 |
| 12 | 野島忠孝   | 1907.7.30 - 1910.8.26  |                                                                |
| 13 | 羽生俊助   | 1910.8.26 - 1912.9.28  |                                                                |
| 14 | 竹迫弥彦   | 1912.9.28 -            |                                                                |
| 15 | 池内英太郎 | 1914.1.20 - 1916.4.1   |                                                                |
| 16 | 海宝精     | 1916.4.1 -             |                                                                |
| 17 | 古荘末男   | 1918.4.8 -             |                                                                |
| 18 | 竹内正虎   | 1922.2.8 - 1923.8.6    |                                                                |
| 19 | 笹倉昇     | 1923.8.6 - 1924.12.15  |                                                                |
| 20 | 森下千一   | 1924.12.15 -           |                                                                |
| 21 | 下元熊弥   | 1926.7.28 - 1928.8.10  |                                                                |
| 22 | 石井孝慈   | 1928.8.10 -            |                                                                |
| 23 | 平田重三   | 1930.8.1 -             |                                                                |
| 24 | 谷儀一     | 1932.3.11 -            |                                                                |
| 25 | 竹村直臣   | 1934.3.5 -             |                                                                |
| 26 | 小野賢三郎 | 1935.12.2 -            |                                                                |
| 27 | 井上貞衛   | 1936.8.1 -             |                                                                |
| 28 | 渡辺勝     | 1939.3.9 -             |                                                                |
| 29 | 岡島重敏   | 1940.8.15 -            |                                                                |
| 末 | 高階於菟雄 | 1943.8.2 -             |                                                                |

## 歩兵第5連隊歌
一、山霊北に凝るところ　三洋潮逢う港

　　大青森の一偉観　営庭営舎厳として

　　北の鎮の任重く　武威維揚る五連隊

二、歴史はここに六十年　允文允武の大帝

　　宣らす聖旨も厳かに　授け賜ひし我軍旗

　　時これ明治十二年　睦月十余六日とよ

三、此の旗影の下にして　武を練る健児千余名

　　一度立てば膺懲の　威力も著き威海衛

　　次いで徇ふる台湾島　是ぞ隊史の始めなる

四、八甲田颪何のその　鶏林八道サイベリヤ

　　治にいて乱を忘れざる　士気も壮烈又凛々

　　我が連隊旗行くところ　仰ぎ靡かぬ民もなし

五、黒溝台の冬更けて　孤軍奮闘数昼夜

　　砲煙凄き黄昏を　血潮綾なす我軍旗

　　ああこの勇武此の功勲　実にも千載実に不朽

六、由来剛健質実は　我が北奥の誇りなり

　　斯る名誉の後継ぎて　いざ励まばや国のため

　　光栄の歴史の幾行を　我らが名もて飾らばや